# Historical Journal of Film, Radio and Television

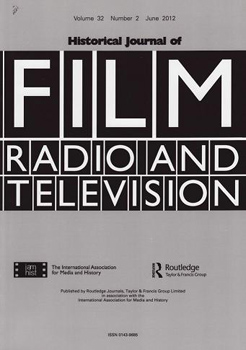
Cover der Zeitschrift (2012)

Das Historical Journal of Film, Radio and Television (HJFRT) ist eine der führenden interdisziplinären, internationalen Fachzeitschriften zur Mediengeschichte. Im Mittelpunkt stehen dabei die klassischen Massenmedien Film, Fernsehen und Radio, aber auch Fotografie und digitale Medien. Sie erscheint seit 1980 vierteljährlich – zunächst bei Routledge und dann bei Taylor & Francis in englischer Sprache. Sie publiziert begutachtete Artikel, die sich mit historischen Fragen beschäftigen und dabei meist Archivmaterialien oder andere Primärquellen wie Interviews als Quelle heranziehen. Die Fachzeitschrift publiziert zahlreiche Buchrezensionen aus der ganzen Welt, darunter auch nicht-englischsprachige Bücher. Einige Ausgaben beinhalten auch Film-, Fernseh- und Radiorezensionen oder längere Interviews.
Herausgeber ist die International Association for Media and History. Chefredakteur ist James Chapman von der University of Leicester.